# Dlaczego nie! (singel)
„Dlaczego nie!” – piosenka Kasi Kowalskiej promująca film pod tym samym tytułem oraz jej ósmy album Antepenultimate z 2008 roku.
Piosenka „Dlaczego nie!” powstała na potrzeby filmu Ryszarda Zatorskiego pod tytułem Dlaczego nie! (2007). Jako singel została wydana 16 grudnia 2006 w wersji albumowej. Po raz drugi ukazała się 11 stycznia 2007 w wersji radiowej na płycie stanowiącej ścieżkę dźwiękową filmu Dlaczego nie!. 27 kwietnia 2007 wersja radiowa ukazała się na dwupłytowej składance Radio Zet Siła Muzyki Przeboje na wiosnę 2007. 10 listopada 2008 znalazła się w wersji albumowej na płycie Kasi Kowalskiej Antepenultimate. 